# 六里桥站
六里桥站是一个位于中国北京市丰台区六里桥街道广安路与西局西路交叉口南侧，属于北京地铁9号线，10号线和房山线跨线列车的地铁换乘站。车站名取自当地的地名“六里桥”。
9号线和10号线的六里桥站是同期建成，9号线/房山线车站随着9号线南段于2011年12月31日开通投入运营；而10号线车站随着10号线二期工程于2012年12月30日开通投入运营。

## 位置
六里桥站位于西三环和京港澳（G4）高速公路相交的六里桥立交桥西南，京港澳高速公路以及辅路广安路的南侧。9号线/房山线车站基本平行于京港澳高速公路及广安路，呈西偏南－东偏北方向，10号线车站呈南北方向，两车站在中部十字相交。

## 结构
六里桥站两线均为地下站。

### 车站楼层
| 地面层                   | 街道                                                        | A—F出入口                        |
| 地下一层 9、10号线站厅层 | 站厅                                                        | 客务中心、自动售票机、进出站闸机 |
| 地下二层 9号线站台层     | 侧式站台，右側開门                                          | 侧式站台，右側開门               |
| 地下二层 9号线站台层     | █ 9号线常规列车／ █ 房山线跨线车往国家图书馆 （六里桥东）   |                                  |
| 地下二层 9号线站台层     | █ 9号线常规列车往郭公庄／ █ 房山线跨线车往阎村东 （七里庄） |                                  |
| 地下二层 9号线站台层     | 侧式站台，右側開门                                          |                                  |
| 地下三层 10号线站台层    |                                                             | █ 10号线内环（莲花桥）           |
| 地下三层 10号线站台层    | 岛式站台，左側開门                                          |                                  |
| 地下三层 10号线站台层    | █ 10号线外环（西局）                                        |                                  |

### 站厅及换乘
六里桥站采用了十字节点中庭换乘方式，在地下二层9号线/房山线侧式站台两侧布置2个半圆形换乘大厅，分别与地下三层的10号线岛式站台之间通过扶梯进行连接，形成“垂直轉乘”，地下一层为与地下二层同样大小的9号线与10号线共用的圆形站厅，地下双层结构圆形换乘站厅外缘直径80米，采用大直径的圆形站厅对客流疏散会比较方便迅捷。六里桥站将进行上盖物业开发。2018年，本站被装饰为廉洁文化主题车站，站厅增设360度LED旋转大屏。

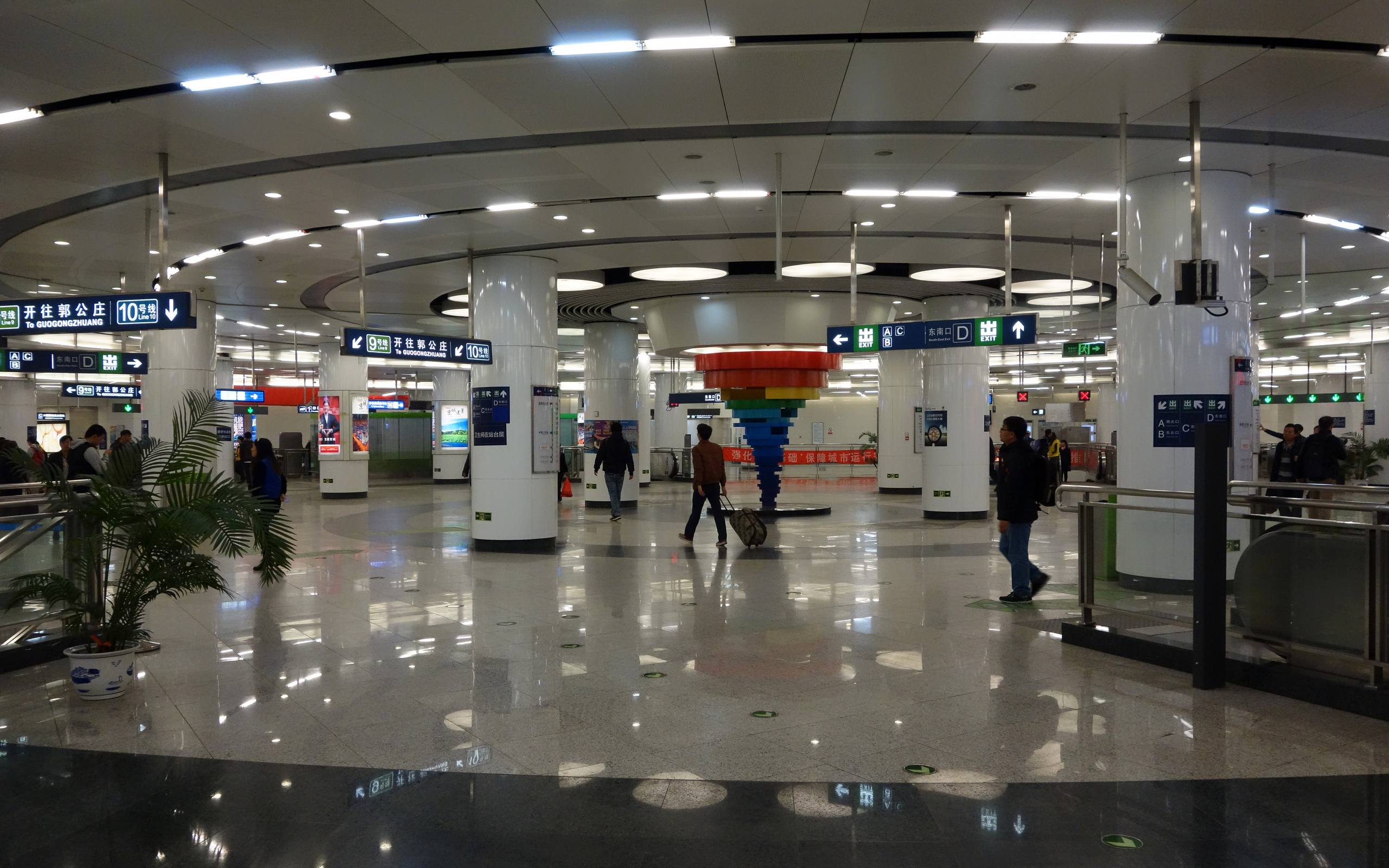
六里桥站站厅（2013年11月摄）
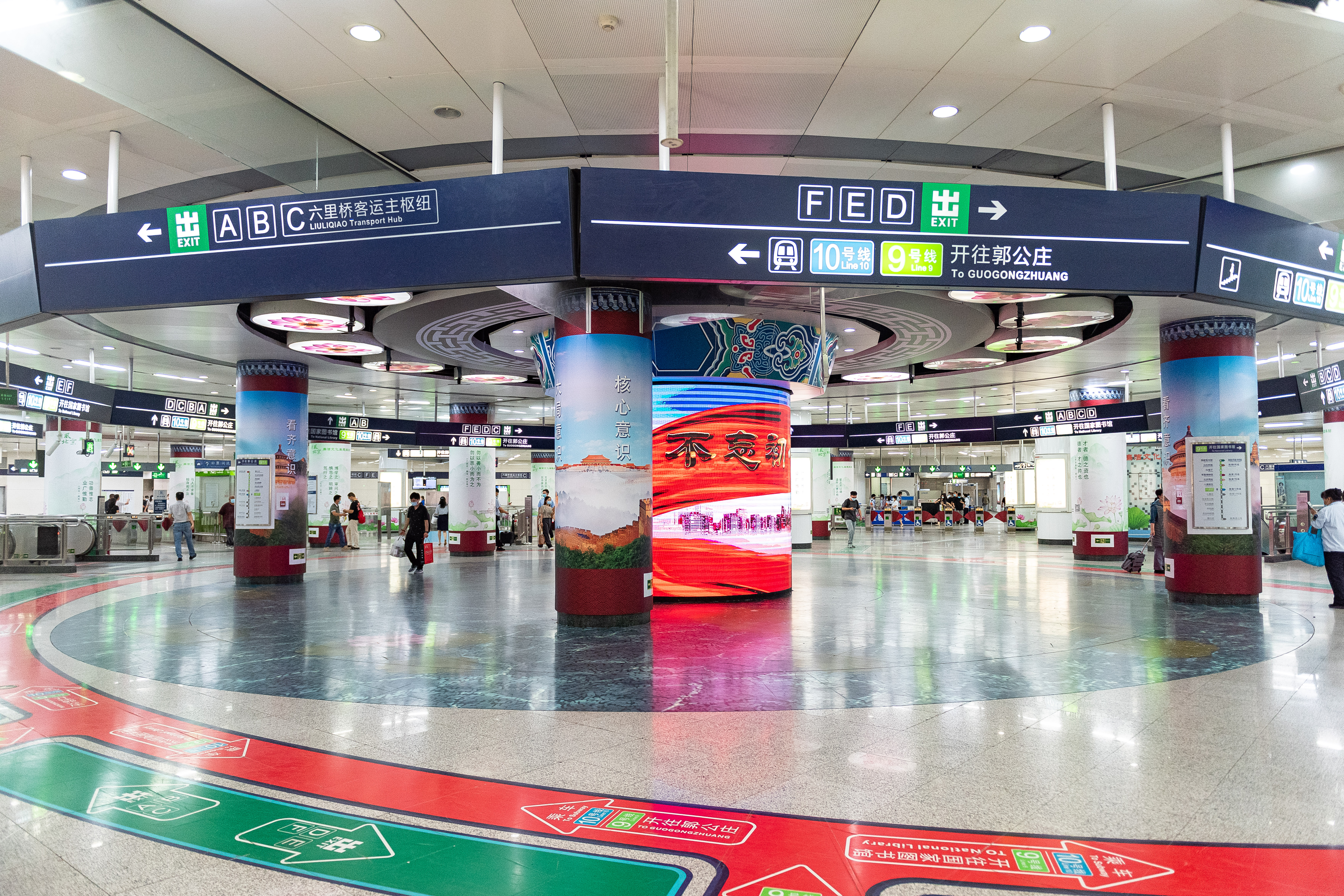
装饰为廉洁文化主题车站后的站厅（2021年6月摄）
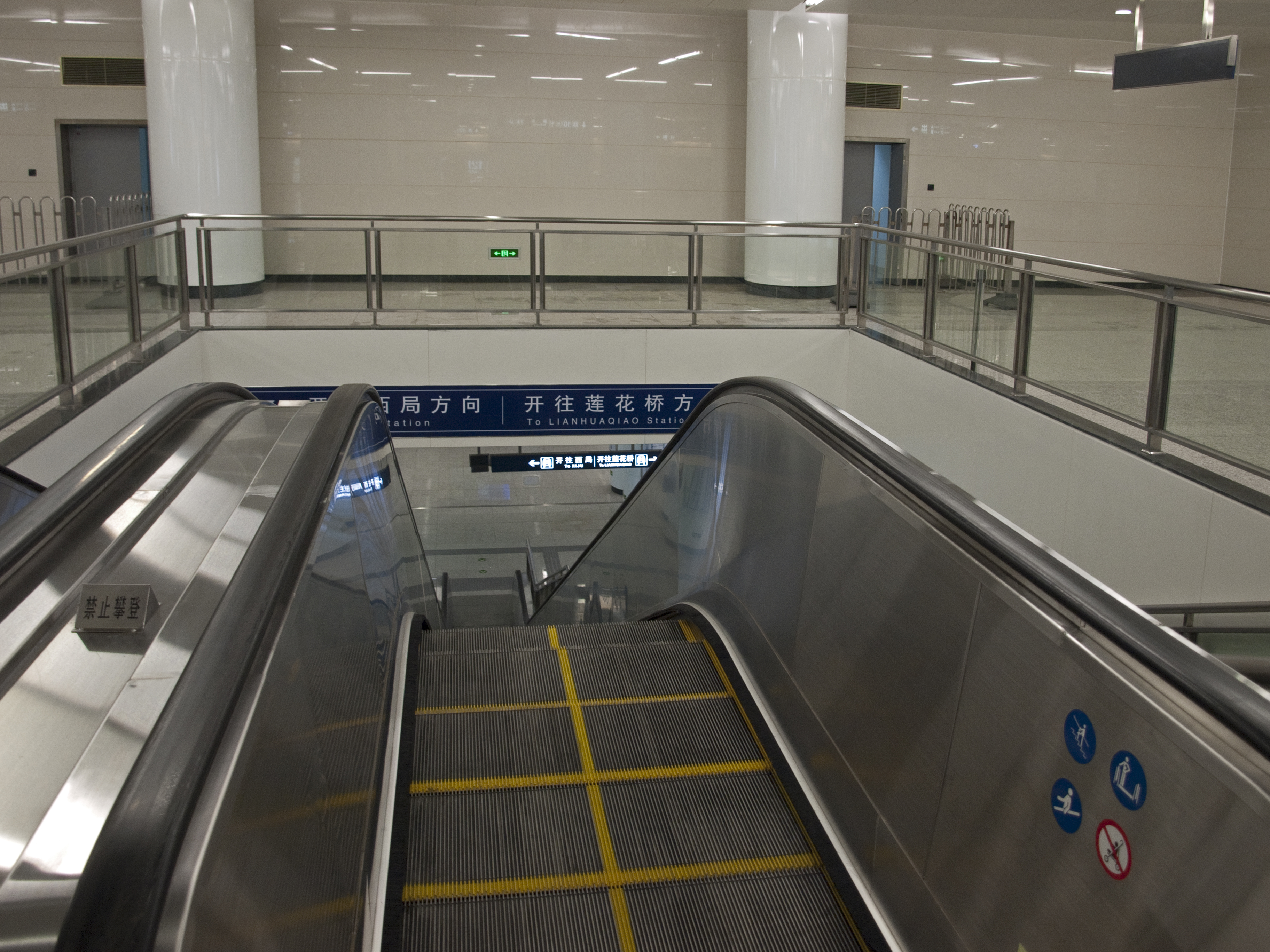
六里桥站9号线/房山线往10号线垂直換乘扶梯（2012年12月摄）
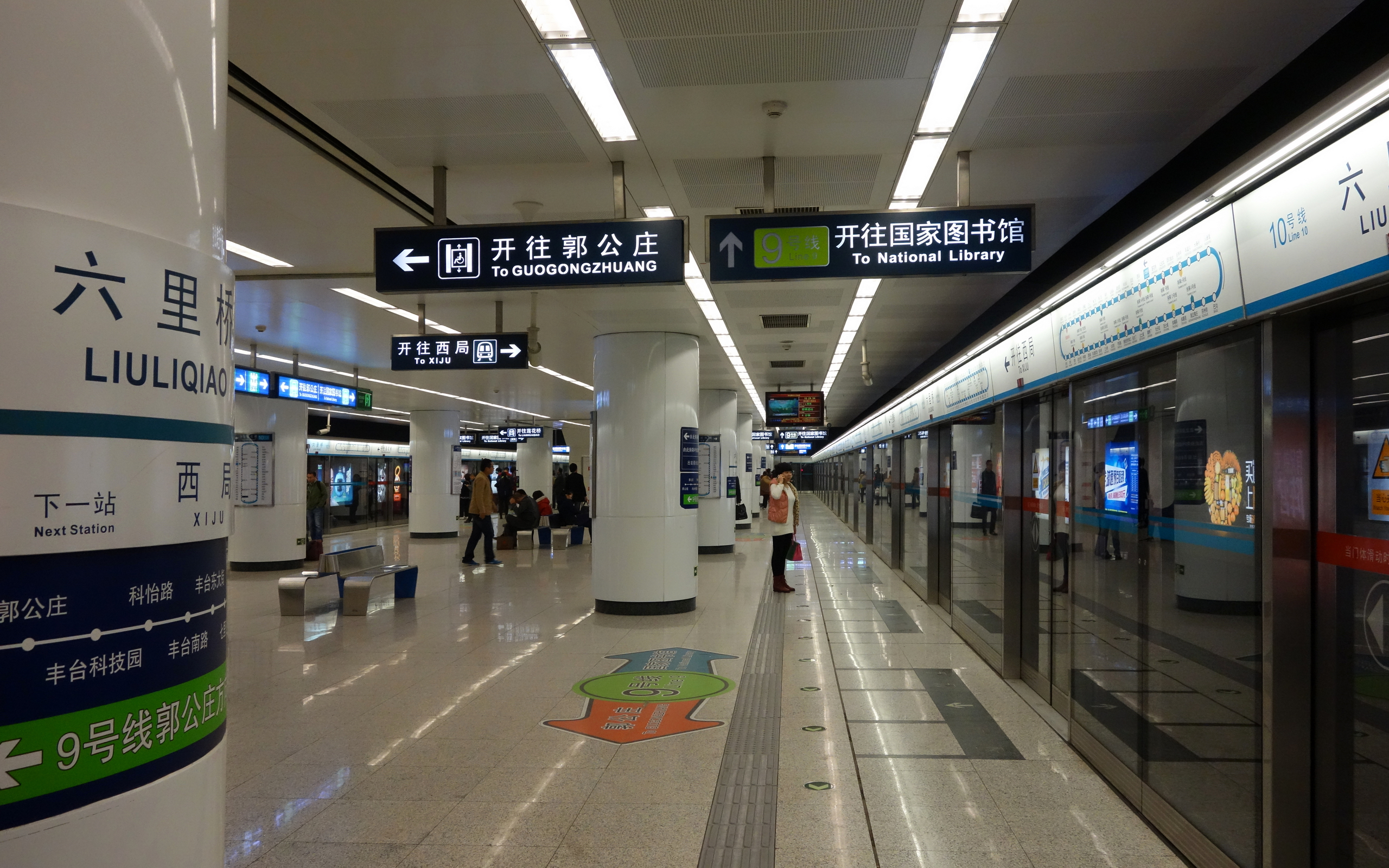
10号线岛式站台（2013年11月摄）

### 站台
9号线/房山线站台在地下二层，采用侧式站台设计；10号线站台位于地下三层，采用岛式站台设计。9号线月台东端设有一条存车线，以及位于东南象限设有一条9号线与10号线之间的联络线。

## 出入口
六里桥地铁站共设有7个出入口，其中6个早先建设的出入口均位于京港澳高速公路南侧，唯一位于京港澳高速公路北侧的B2口因周边开发商阻碍而多年未能开工，直至2021年才得以开工，2021年12月31日与9条新线同步开通，但其垂直电梯延至2023年启用。
|                              |                    |                                                                                     |      |            |
|                              |                    |                                                                                     |      |            |
|                              |                    |                                                                                     |      |            |
| 编号                         | 指示               | 建议前往的目的地                                                                    | 照片 | 无障碍设施 |
| 连通 9号线 10号线 房山线站厅 |                    |                                                                                     |      |            |
| 出口 · A                     | 广安路（南侧）     | 小井桥、万丰路、银座和谐广场、小井村、小井小学                                      |      | 不適用     |
| 出口 · B · 1                 | 广安路（南侧）     | 京港澳高速（南侧）                                                                  |      | 不適用     |
| 出口 · B · 2 · 升降机标志    | 莲怡园东路（西侧） | 京港澳高速（北侧）、风荷曲苑                                                        |      |            |
| 出口 · C · 升降机标志        | 六里桥客运主枢纽   | 六里桥客运主枢纽（省际客运&旅游直通车）、六里桥南里、北京市政务服务中心、六里桥南路 |      |            |
| 出口 · D                     | 六里桥客运主枢纽   | 六里桥客运主枢纽（省际客运&旅游直通车）、西局西路、六里桥南路、六里桥南里           |      | 不適用     |
| 出口 · E                     | 西局西路（东侧）   | 西局北街、保利·百合花园、838路汽车起点站（涿州方向）                                |      | 不適用     |
| 出口 · F                     | 西局西路（西侧）   | 西局北街                                                                            |      | 不適用     |
| 註： 設有                    |                    |                                                                                     |      |            |

## 车站周边
北京地铁六里桥站紧邻“六里桥客运主枢纽”，在六里桥交通枢纽一体化规划设计方案中，地处六里桥立交桥西南角的交通枢纽不仅包含地铁9号线、房山线跨线车、10号线，以及公交车、长途客车等换乘功能，在地面上将建成多栋高层物业。

## 外部連結
- 六里橋站（页面存档备份，存于）－北京地鐵官方網站